# گری بامن
گری بامن (به انگلیسی: Gerry Bamman) (زاده ۱۸ سپتامبر ۱۹۴۱) بازیگر آمریکایی است.
از فیلم‌های معروف او می‌توان به بازی در فیلم مشکل دوچندان، محافظ شخصی، راز موفقیت من و شور ذهن اشاره کرد.